# 立木兼善
立木 兼善（たちき かねよし、天保5年8月〈1834年〉 - 明治42年〈1909年〉12月24日）は、日本の政治家。旧姓杉浦、林。正四位。

## 経歴
淡路国津名郡谷村（現・兵庫県淡路市仮屋谷）の村医者の子・杉浦七郎として生まれる（のち林立玄 林徹之丞 立木徹之丞と改名）。徳島藩士族。洲本にあった徳島（蜂須賀）藩筆頭家老稲田家の学問所益習館で学び、天誅組の変などに関わるなど勤王の志士として頭角を現す。
明治2年（1869年）明治政府に出仕し、若松県知事、若松県権知事、福島県権知事となる。明治3年（1870年）岩倉具視の内命により庚午事変調停のため、岩鼻県権知事小室彰と共に徳島に滞在するが、不調に終わり帰京する。明治4年（1871年）2月20日、中野騒動鎮圧後の中野県に権知事として赴任し、長野町に善光寺取締所を設置。県庁の長野移転を政府に上申し、同年6月22日、太政官布告を受け、7月25日に移転。同年長野県権令となる。明治6年（1873年）、筑前竹槍一揆鎮圧後の福岡県令に異動。明治8年（1875年）、四等判事に任じられ、東京上等裁判所に勤務し、翌年横浜裁判所長となり、農民騒動真土事件などを扱う。西南戦争に従軍。明治12年（1879年）に免官し、民権派の法律事務所「北洲社」を経営、真土事件で農民側を勝訴にしたことで農民らの信頼篤く、「吾国勇名ノ国士」と期待され農民側の代言人を務めた。
明治18年（1885年）東京府御用掛を経て、兇徒聚衆事件のあった小笠原の出張所所長となり、明治19年（1886）に小笠原島庁の初代島司に就任。島では、国外退去を拒否して移送されてきた金玉均の監視などを行なった。のち元老院議官、貴族院議員を歴任し、退官後は、石上神宮や松尾神社の宮司を務めた。

## 栄典
- 明治23年（1890年）06月19日 - 叙従四位[8]
- 明治27年（1894年）05月21日 - 叙正四位[9]